# Єпархія Акарассуса

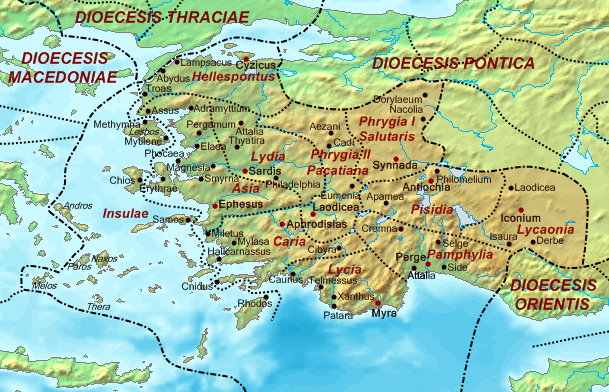
Карта цивільного діоцезу Азія (V століття)

Єпархія Акарассуса (лат. Dioecesis Acarassensis) — колишня християнська єпархія, сьогодні — титулярна єпархія Католицької Церкви.

## Історія
Акарассус — єпископський престол, що належав до митрополії Мири Лікійські Константинопольського патріархату. Розташований був у римській провінції Лікія цивільного діоцезу Азія (сьогодні — територія Туреччини).
Точно відомо ім'я одного єпископа цієї єпархії. Єпископ Акарассуса Миколай брав участь у Халкідонському соборі 451 року, а також у 458 році підписав листа єпископів провінції Лікія до імператора Льва I у зв'язку з убивством олександрійського патріарха Протерія.
У зв'язку з подібністю назви цієї єпархії до назви іншого єпископського осідку — Акрассуса, що в провінції Лідія, — серед істориків існують неузгодженості щодо кафедри двох інших єпископів, які носили однакове ім'я Костянтин, перший з яких брав участь у II Нікейському соборі 787 року, а другий — у Константинопольському соборі 879 року, який реабілітував Константинопольського патріарха Фотія.
Сьогодні Акарассус є титулярною єпархією Католицької Церкви. Титулярним єпископом Акарассуса є екзарх Донецький Української Греко-Католицької Церкви Степан Меньок.

## Єпископи
- Миколай † (перед 451 — після 458)
- Костянтин? † (згадується в 787)
- Костянтин? † (згадується в 879)

## Титулярні єпископи
- Луїс Янсенс † (9 січня 1948 — 14 квітня 1950 помер)
- Констанціо Юргенс † (6 травня 1950 — 3 червня 1952 помер)
- Пауль Констант Шенмекерс † (8 вересня 1952 — 8 січня 1986 помер)
- Стефан Сорока (29 березня 1996 — 29 листопада 2000 призначений архієпископом Філадельфійським УГКЦ)
- Степан Меньок (з 11 січня 2002)